# Ясенівка (Білоцерківський район)
Ясені́вка — село в Україні, у Білоцерківському районі Київської області, у складі Ставищенської селищної громади. Розташоване на правому березі річки Цицилія (притока Гнилого Тікичу) за 12 км на північний схід від смт Ставище та за 10 км від автошляху М05. Населення становить 779 осіб.